# Ковальский, Виктор Владиславович
Ви́ктор Владисла́вович Кова́льский  (16 (28) января 1899, Одесса — 11 января 1984, Москва)  — советский биогеохимик, биохимик, эколог. Профессор (1933), доктор биологических наук (1937), член-корреспондент ВАСХНИЛ (1956). Лауреат Ленинской премии (1964). Основатель научной школы по геохимической экологии и континентальной биогеохимии. Один из создателей учения о микроэлементах. Создал новое направление — геохимическая экология организмов. Разработал учение о биогеохимическом районировании биосферы, учение о пороговых концентрациях химических элементов, биогеохимический метод определения потребности животного организма в микроэлементах. Заложил теоретические и практические основы применения микроэлементов в сельском хозяйстве, медицине и питании человека, составил карты биогеохимических провинций и биогеохимического районирования, описал ряд эндемических заболеваний животных и человека.

## Биография
Родился в Одессе. Учился в реальном училище г. Одессы. Окончил естественное отделение физико-математического факультета Новороссийского университета (1921) и в 1924 г. биологическое отделение  Одесского института народного образования.
В 1919—1944 гг. научная деятельность проходила на Украине: Одесса. Ассистент кафедры сельскохозяйственной зоологии Сельскохозяйственного института (СХИ, 1919—1921), — лаборатории физиологии Института народного образования (ИНО, 1922—1925). Ассистент кафедры зоологии, ассистент и доцент кафедры биохимии, доцент кафедры неорганической химии Химико-фармацевтического института (1922—1931, (затем Украинский Медико-аналитический институт). Был заведующим: — биохимической лабораторией и экспериментальным отделом Украинского Государственного института стоматологии (УДИС, 1929—1936), — биохимическим отделом и экспериментально-биологическим сектором Одесского научно-исследовательского института охраны материнства и детства (ОХМАТДЕТА, 1931—1936), — кафедры биохимии и профессором Медико-клинического института (1933—1935, затем Государственный институт усовершенствования врачей), профессором сельскохозяйственного института (1933—1935). В 1933 году был утвержден в ученом звании профессора по кафедре «Биохимия». Киев. Заведующий: — отделом сравнительной биохимии Института биохимии АН УССР (1935—1944), одновременно, — лабораторией биохимии Киевского института переливания крови (1936—1941), — кафедры биохимии Киевского государственного стоматологического института (1938—1941). В 1936 году получил ученую степень кандидата наук, а в 1937 ему присуждена ученая степень доктора биологических наук. В 1941 г. вместе с АН УССР эвакуировался в г. Уфу. Здесь, одновременно с работой в Институте биохимии занимал должность заведующего лабораторией биохимии Бактериологического института им. И. И. Мечникова (1941—1943).
С 1943 работал в г. Москве: руководитель группы сравнительной биохимии Лаборатории Физиологической Химии АН СССР (1943—1948), заведующий лабораторией биохимии Всесоюзного научно-исследовательского института животноводства (ВИЖ, 1944—1959), лабораторией биохимии НИИ акушерства и гинекологии Минздрава СССР (1944—1952), лабораторией сравнительной и эволюционной биохимии (Морская экологическая лаборатория) Одесской базы Севастопольской биологической станции (1946—1948) и Физиологического института им. И. П. Павлова АН СССР (1948—1951), лабораторией обмена веществ и энергии ВНИИ физиологии, биохимии и питания сельскохозяйственных животных (ВНИИФБиП, 1960—1963). С 1954 по 1984 гг. возглавлял Биогеохимическую лабораторию Института геохимии и аналитической химии (ГЕОХИ) им. В. И. Вернадского АН СССР. В 1956 г. избран членом — корреспондентом Всесоюзной академии сельскохозяйственных наук имени В. И. Ленина (ВАСХНИЛ, ныне РАСХН).
В разные годы В. В. Ковальский возглавлял Научные советы АН СССР и ВАСХНИЛ по проблемам микроэлементов в биологии, физиологии и биохимии сельскохозяйственных животных; биохимии микроэлементов, биохимии животных и человека и другие. Он являлся членом Научных советов АН СССР, ВАСХНИЛ, АМН СССР, республиканских Академий наук, Международных научных организаций и Руководящих Международных комитетов по микроэлементам (ТЕМА), питанию (IUNS), проблемам окружающей среды (SCOPE) и т. д.
В. В. Ковальский являлся ответственным редактором издания АН СССР «Труды биогеохимической лаборатории» (1959—1984)
Скончался 11 января 1984 года. Похоронен в Москве на Ваганьковском кладбище.

## Научные направления и вклад в науку
Основные труды по биогеохимии микроэлементов, геохимической экологии и биогеохимическому районированию биосферы, сравнительной (эволюционной) биохимии и биологическим ритмам, биохимии и физиологии животных. Труды В. В. Ковальского изданы на русском и украинском языках, переведены на иностранные языки, опубликованы за рубежом.
Первые научные работы выполнены В. В. Ковальским в двадцатые годы XX века в области кранио — и остеометрии сельскохозяйственных животных и диких млекопитающих; физиологии животных и зоологии беспозвоночных в свете адаптационно-экологических явлений и своеобразных физико-химических условий среды.
Изучены олигодинамическое действие металлов, включая микроэлементы, на организм животных и минеральный обмен костной ткани, окислительно-восстановительный потенциал ткани и его функциональные изменения у животных.
Проведены глубокие исследования по ионной теории судорог и анализу периодических ионных изменений в крови и в спинномозговой жидкости при судорожных состояниях, исследованы биохимические механизмы судорог при эклампсии.
Исследованы буферные свойства центральной нервной системы у животных различного филогенетического положения и отделов головного мозга, вопросы эволюции свойств центральной нервной ткани.
В области сравнительной биохимии В. В. Ковальским изучены вопросы химической изменчивости организмов, а также закономерности астрономических ритмов и эволюционной роли периодической суточных, сезонных и приливо-отливных ритмов в их приспособлении к условиям среды. На их основе В. В. Ковальским сформулированы оригинальные направления в эволюционной биохимии: динамические характеристики вида, имеющие таксономическое значение; периодическая изменчивость процессов обмена веществ; ритмическая форма адаптаций и естественного обора. У животных и человека оценены суточные и сезонные ритмы биохимических процессов в организме: минерального, углеводного обмена, гликогенновой функции печени, липидного, азотистого обмена и его ферментных регуляций, проницаемость эритроцитов для катионов и установлено её значение в дыхательной функции эритроцитов. В. В.
Ковальским разработан метод хроматографического разделения гликогенов, с помощью которого обнаружены новые полисахариды гликогенного типа в печени.
Им исследованы биохимические процессы регенерации крови и разработаны препараты для стимулирования заживления ран, а также исследованы биохимические факторы эволюции. Выявлено действие биогенных стимуляторов и биологические свойства экстрактов консервированной кожи и человеческой плаценты. Обосновано лечебное действие тканевой терапии. Исследованы явления засухоустойчивости, теплоустойчивости и другие приспособительные реакций растений.
В. В. Ковальский один из создателей учения о микроэлементах. Вопросами биохимии микроэлементов начал заниматься в 1929 году. Он первым в СССР разработал теоретические и практические основы их применения в животноводстве. Ковальским разработано учение о пороговых концентрациях химических элементов, биогеохимический метод определения потребности животного организма в микроэлементах.
Он внес большой вклад в развитие зоотехнической радиобиологии, один из первых в стране применил метод меченых атомов при изучении биохимических процессов и промежуточного обмена веществ в организме сельскохозяйственных животных.
В. В. Ковальский создал новое направление — геохимическую экологию организмов (микроорганизмы, растения, животные и человек). Разработал учение о биогеохимическом районировании биосферы, принятое в СССР и за рубежом, как ведущий метод изучения экологического строения биосферы, включающий критерии биогеохимического районирования биосферы (биогеохимическая пищевая цепь — биогенные циклы химических элементов), пороговые концентрации химических элементов, биологические реакции организмов. Ввел новые таксоны районирования — регионы и субрегионы биосферы, принятые международными организациями. Исследовал реакции организма на недостаток или избыток в среде отдельных микроэлементов, эндемические болезни растений, животных и человека. Показал, существование локальных биогеохимических различий биогенных циклов биосферы, что свидетельствует о гетерогенности биосферы и создает условия для обоснования практического использования микроэлементов в сельском хозяйстве, медицине и питании человека. Ученым описан ряд эндемических заболеваний животных и человека, изучены биохимические процессы их патогенеза. Полученные данные легли в основу геохимической экологии эндемических заболеваний животных и человека.
Под руководством В. В. Ковальского проведены оригинальные биохимические исследования по изучению свойств адаптивных и конститутивных ферментов и их изменений у различных видов и пород животных в связи с изменением биологического состояния и действия экстремальных факторов среды, в частности микроэлементов. Он показал возможность расширения и смещения температурного оптимума действия ферментов, что имеет важное общебиологическое значение.
По изучаемым проблемам В. В. Ковальским организовано более 100 экспедиций и экспедиционных отрядов, охватывающих все зоны территории СССР, в 40 из которых он принимал непосредственное участие. Под его руководством изучены 30 субрегионов биосферы, более 130 биогеохимических провинций. Им составлены первые схематические карты биогеохимических провинций СССР и биогеохимического районирования биосферы.
Эколого-геохимические исследования В. В. Ковальского положены в основу нормирования микроэлементов в питании животных и людей с учетом адаптации организмов к экстремальным условиям окружающей среды, промышленного производства препаратов и кормов, обогащенных микроэлементами, практического их использования в сельском хозяйстве, медицине, ветеринарии и т. д.
В. В. Ковальский — крупный организатор научных исследований. В них принимало участие более 50 лабораторий в разных регионах страны, выполняющих исследования в области биогеохимии и геохимической экологии под руководством В. В. Ковальского по единому плану, координируемому Биогеохимической лабораторией ГЕОХИ им. В. И. Вернадского АН СССР и Научным советом АН СССР по проблемам микроэлементов в биологии. При его участии или поддержке организованы десятки лабораторий по указанным направлениям.
Под руководством профессора В. В. Ковальского подготовлено более 80 кандидатов и 30 докторов наук. Учёный особое внимание уделял подготовке необходимых научных кадров и обеспечения ими проводимых работ.
Им опубликовано около 600 научных и научно-популярных статей, монографий, брошюр, в том числе более 350, посвященные проблемам биогеохимии микроэлементов, геохимической экологии и биогеохимического районирования, включая 16 книг и брошюр, 8 монографий. Имеет 3 авторских свидетельства на изобретения.
Жизненный путь и научное творчество Виктора Владиславовича Ковальского охватывает практически весь XX век, ознаменовавшийся сложными историческими этапами развития науки и государства. Талантливый теоретик и блестящий экспериментатор, человек энциклопедических знаний и высочайшей культуры, один из ярких представителей отечественной интеллигенции он достойно и ответственно служил науке и обществу. Ему принадлежит исключительная роль во включении идей биогеохимии, основанной Великим естествоиспытателем Владимиром Ивановичем Вернадским, в биологические науки.

## Преподавание
В 1922—1927 годах преподавал биологию, биологическую и неорганическую химию в Химико-биологической и Химической профессиональных школах. Одновременно являлся ассистентом в Одесском сельскохозяйственном институте, затем — доцент, профессор и заведующий кафедрой биохимии сельскохозяйственного и медицинских институтов. Профессор Одесского (ОГУ, 1933—1935), Киевского (КГУ, 1936—1941) и Московского (МГУ, 1948—1959) университетов, где читал оригинальные курсы лекций по сравнительной (эволюционной биохимии), а также биогеохимии микроэлементов (кафедра биохимии животных) и биогеохимии (кафедра геохимии) МГУ.

## Награды
Орден Ленина (1951),
Ордена Трудового Красного Знамени (1969, 1979)
Медали СССР (1946, 1970, 1975)
Лауреат Ленинской премии (1964)
Премия имени В. И. Вернадского (1981).
Две золотые медали ВСХВ (1954, 1955)

## Память
В ГЕОХИ им. В. И. Вернадского РАН ежегодно проводятся (с 2000) Биогеохимические чтения памяти В. В. Ковальского. В 2012 году прошли 15-е биогеохимические чтения.

## Сочинения
1. Периодическая изменчивость химических свойств организмов и её биологическое значение — Успехи соврем. биологии, 1941, т. 14. вып. 3. с.380-423.
2. Применение микроэлементов в кормлении сельскохозяйственных животных — М., 1964.- 21с. В надзаг.: МСХ СССР. Упр. Науки, пропаганды и внедрения передового опыта.
3. Микроэлементы в почвах СССР / Соавт. Г. А. Андрианова. — М., Наука, 1970. — 179 с. — В надзаг.: АН СССР, Науч. совет по пробл. микроэлементов в жив-ве и растениеводстве.
4. Микроэлементы в растениях и кормах / Соавт. Ю. И. Раецкая, Т. И. Грачева. — М., Колос, 1971. — 235 с. — В надзаг.: АН СССР. Науч. совет по пробл. микроэлементов в растениеводстве и жив-ве.
5. Геохимическая экология: Очерки. — М.: Наука, 1974. — 299 с. — В надзаг.: АН СССР. Ин-т геохимии и аналит. химии им. В. И. Вернадского. Тоже. — Geochemische Okologie. Biogeochemie. — Berlin, 1977. — 353 s.
6. Биологическое значение селена / Соавт. В. В. Ермаков. — М., Наука, 1974. — 298 с.
7. Геохимическая экология микроорганизмов / Соавт. С. В. Летунова. — М.: Наука, 1978. — 147 с. — В надзаг.: АН СССР. Ин-т геохимии и аналит. химии им. В. И. Вернадского. То же. — Geochemical Ecology of Microorganism / S.V. Letunova, V.V. Kovalsky. Colorado School of Mines Quarterly, 1987, Vol. 82, Num. 3, s. 1- 97.
8. Геохимическая среда и жизнь. — М.: Наука, 1982.-77 с. (Чтения им. В. И. Вернадского) — В надзаг. АН СССР. Ин-т геохимии и аналит. химии им. В. И. Вернадского.
9. Проблемы биогеохимии микроэлементов и геохимической экологии. Избранные труды / авт. вступ. ст. Л. К. Эрнст; сост. Ю. В. Ковальский — М.: Россельхозакадемия, 2009. — 357 с. — В надзаг.: Российская. акад. с.-х. наук.
10. Ковальский В. В. Души напевы : Стихотворения / Виктор Ковальский, сост., вступ. ст. Ю. В. Ковальский. — М.: АвангардЪ, 2003. — 80 с.